# Staatliche Technische Universität des Rajon Pryasowske

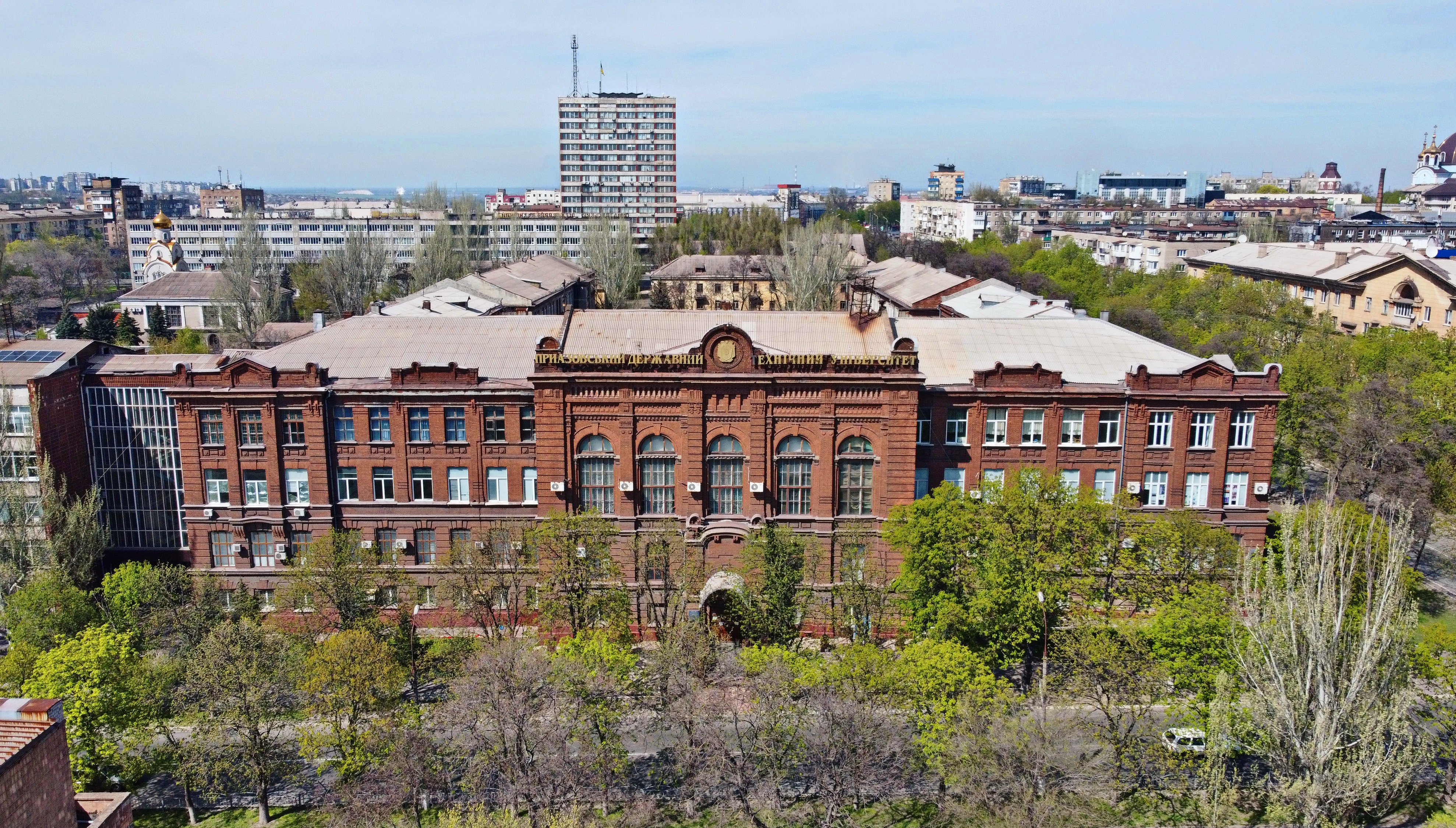
Staatliche Technische Universität des Rajon Pryasowske

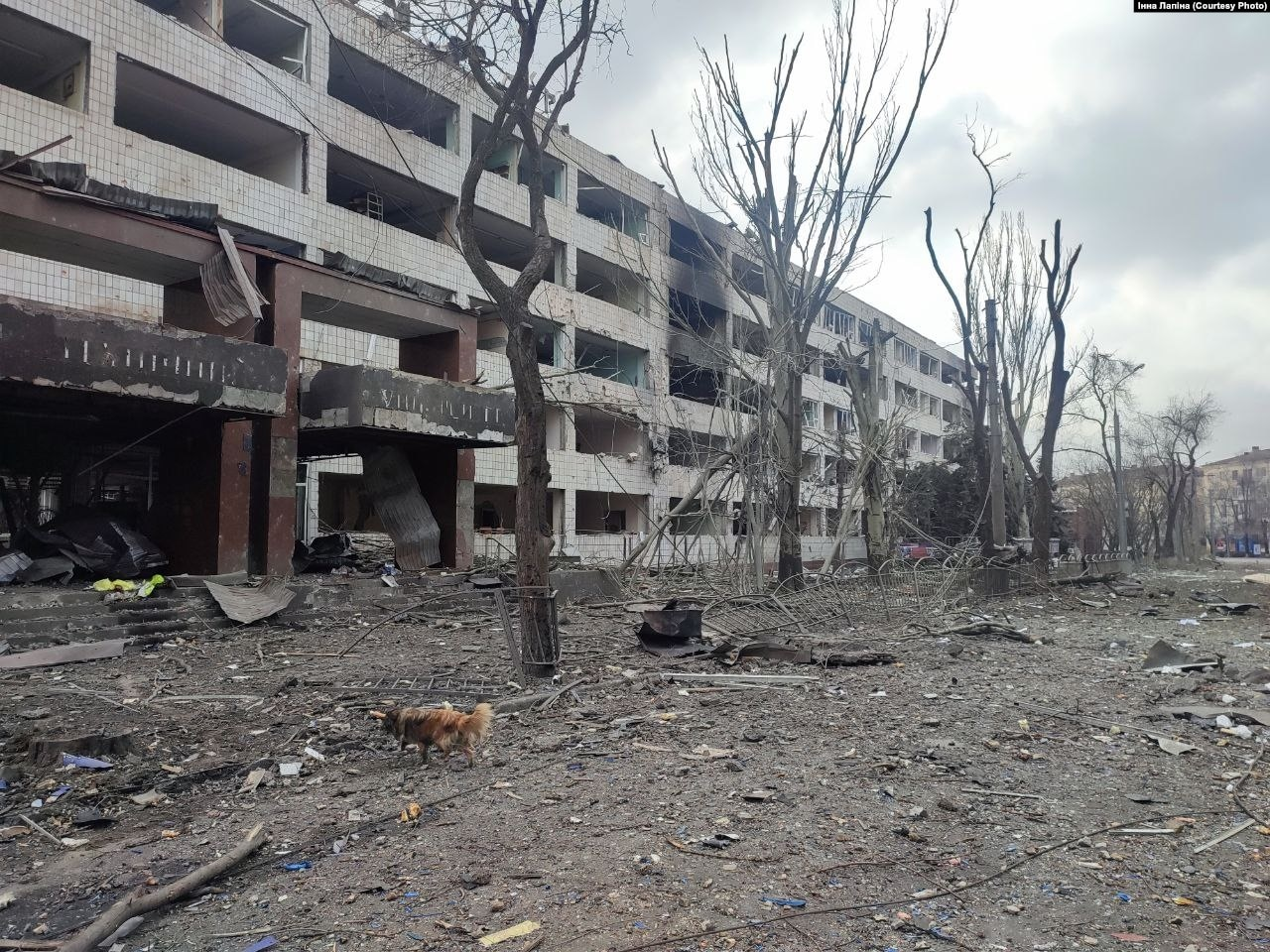
Im Zuge des russischen Überfalls auf die Ukraine wurden auch Universitätsgebäude in Mitleidenschaft gezogen

Die Staatliche Technische Universität des Rajon Pryasowske ist eine ukrainische Universität in Mariupol. Es ist eine der ältesten Universitäten in der Oblast Donezk.

## Geschichte

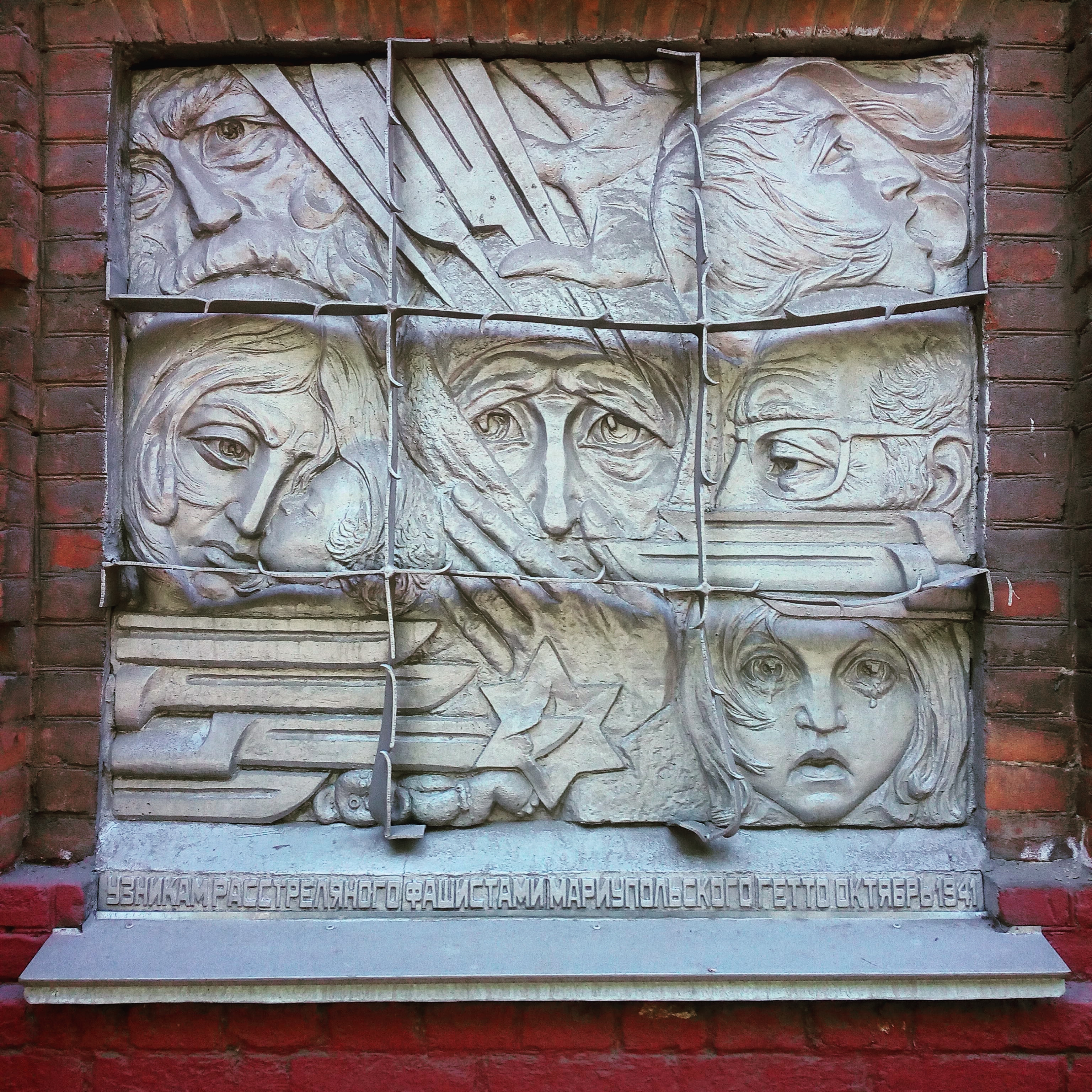
Gedenktafel am Ort des Ghettos von Mariupol, Teil der Gedenkstätte „Menora“

1941 befand sich in dem Gebäude das provisorische jüdische Ghetto, bevor die Juden im Oktober 1941 in Berdjansk, im Osten der Stadt, erschossen wurden (Gedenkstätte „Menora“).

## Gebäude
Das 1910 nach Entwürfen des Architekten Wiktor Nilsen als Schule der Eparchie errichtete Gebäude steht unter Denkmalschutz. Heute befinden sich im Gebäude die Verwaltungsbüros der Universität.

## Fakultäten
Die Universität verfügt über folgende Fakultäten:
- Fakultät der Ökonomie
- Fakultät für Energiewirtschaft
- Fakultät für Metallurgie
- Fakultät für Sozial- und Geisteswissenschaften
- Fakultät für Ingenieurwissenschaften und Sprachausbildung
- Fakultät für Informationstechnologie
- Fakultät für Maschinenbau und Schweißwesen
- Fakultät für Verkehrstechnik

## Bekannte Absolventen
- Wladimir Boiko, Vorstandsvorsitzender, Generaldirektor der Aktiengesellschaft Ilyich Iron & Steel Works
- Serhij Taruta (* 1955), Unternehmer, Politiker, Mäzen und Sportfunktionär
- Ihor Juschko, Finanzminister der Ukraine (2001).[1]